# Stenaelurillus hainanensis
Stenaelurillus hainanensis là một loài nhện trong họ Salticidae.
Loài này thuộc chi Stenaelurillus. Stenaelurillus hainanensis được Peng miêu tả năm 1995.